# Moritz Wesp
Moritz Wesp (* 1990 in Frankfurt am Main) ist ein deutscher Jazzmusiker (Posaune, Komposition).

## Leben und Wirken
Wesp studierte Posaune und Komposition zunächst an der Hochschule Luzern – Musik (2011–2014) bei Nils Wogram und Ed Partyka und schloss sein Studium 2018 an der Hochschule für Musik und Tanz Köln ab, wo ihn Siegfried Köpf, Dieter Manderscheid, Henning Berg, Frank Gratkowski und Hubert Nuss unterrichteten.
Er spielte in der Bigband der Immanuel-Kant-Schule in Rüsselsheim (IKS-Swing-Kids), der IKS Bigband und in anderen Bigbands im Rhein-Main-Gebiet, von 2008 bis 2012 im Juniororchester und LandesJugendJazzOrchester Hessen und von 2012/13 im Bundesjazzorchester unter Leitung von Niels Klein und Jiggs Whigham. 2015 nahm er mit der Daniel Sebastian Scholz Bigband eine CD auf und ist aktuell im Projekt Hive Mind mit Benjamin Schaefer (2018/2019) aktiv.
Wesp gründete das erste Quartett 2010 mit Nico Hering (Piano), Bastian Weinig (Kontrabass) und Florian Schwappacher (Drums), das seine Kompositionen auf zwei CDs einspielte („Tauchgang“, „die Beobachtung“) [2], 2014 das Tentett Wespennest. Seit Mitte der 2010er-Jahre arbeitet Wesp in Köln mit weiteren eigenen Bandprojekten wie dem Trio Avocado (mit Alexander Dawo, Bass und Leif Berger, Schlagzeug), erweitert zum Moritz Wesp Quintett (mit Anna-Lena Schnabel, Altsaxophon, und Yannis Anft, Synthesizer). 2017 spielte er in Katrin Scherers CLUSTER Quartet gemeinsam mit Stefan Schönegg und Leif Berger eine gleichnamige CD ein (Green Deer, 2018), verbunden mit mehreren Konzerten. Aktuell ist er außer mit diesen Projekten mit Leif Bergers Sextett und im Projekt "Thea Soti Electrified Islands" zu hören. In der Band NOW MY LIFE IS SWEET LIKE CINNAMON begeht Wesp (Synth-Posaune, analog-elektronische Instrumente) gemeinsam mit Eric Haupt, Raphael Röchter und Anthony Greminger neue Wege elektronischer Musik. Zu hören ist er u. a. auch auf Jürgen Friedrichs Semi Song (2022).

## Auszeichnungen
2012 war Wesp dritter Preisträger beim Jazzverk Internationalen Kompositionswettbewerb für Bigband in Schweden. Er erhielt jeweils erste und zweite Preise im Jugend Jazzt Hessen Kompositionswettbewerb Combo (2010) und Big Band (2013/14).
Mit seinem Quartett gewann er 2010 und 2012 jeweils den Landeswettbewerb Jugend jazzt Hessen, 2013 den Studiopreis des Deutschlandfunks bei der Bundesbegegnung Jugend jazzt und ebenfalls 2013 mit der Band Ropesh den „Jungen Deutschen Jazzpreis“.

## Diskographische Hinweise
- Bundesjazzorchester: 25 (Doppel-CD Leitung: Jiggs Whigham & Niels Klein; DoubleMoon 2013)
- Bundesjazzorchester/Mike Herting: Afropa (GMO, 2014)
- Die Daniel Sebastian Scholz Big Band: DDSSBB (Quadratisch Rekords, 2015)
- Tauchgang: die Beobachtung (Aufnahme Deutschlandfunk 2014; EP bandcamp 2018)
- Nanaya: Far. Home. East. (Quadratisch Rekords, 2016), mit Daniel S. Scholz, Thea Soti, Jonas Pirzer, Johannes Keller
- Katrin Scherer's CLUSTER Quartet (Green Deer, 2018) mit Moritz Wesp, Stefan Schönegg, Leif Berger
- Benjamin Schaefer: Hive Mind (FTR-001, 2018)
- NOW MY LIFE IS SWEET LIKE CINNAMON: Nyan (Live-EP, 2018)